# Cristianesimo e mitraismo

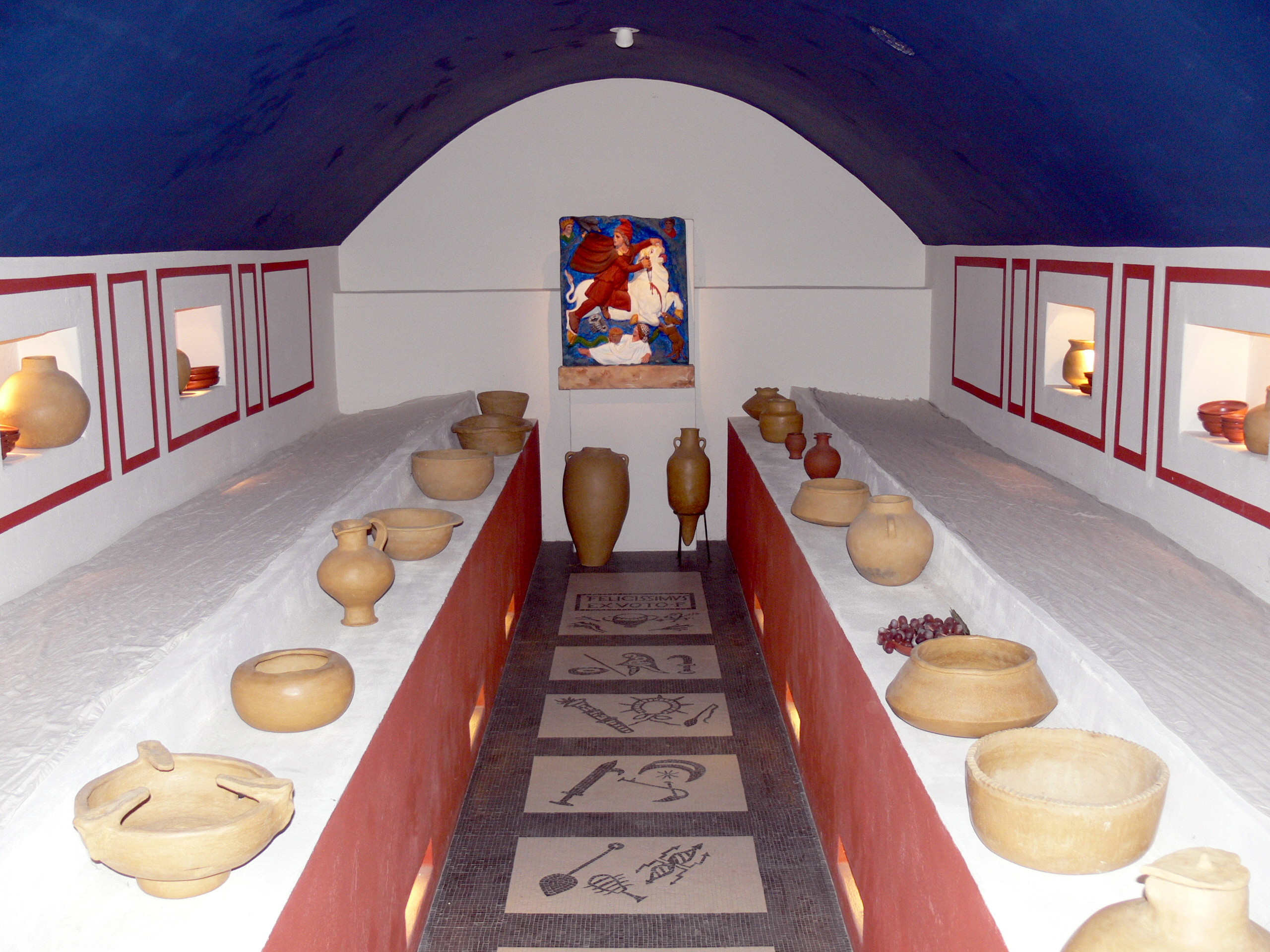
Ricostruzione di un tempio mitraico al Museumpark Orientalis di Nimega

Il confronto tra Mitraismo e Cristianesimo è ritenuto molto interessante da alcuni storici, i quali sostengono che ci siano diverse somiglianze tra queste due religioni. Il culto di Mitra ha origini molto antiche (intorno al 1400 a.C.), ma si deve distinguere la forma originaria, quella indo-persiana, dalla versione romana, che ne è una rielaborazione originale.
In generale chi sostiene l'unicità del Cristianesimo lo confronta con il Mitraismo romano, mentre chi ne sostiene la similitudine lo rapporta al Mitraismo persiano.
Il Mitraismo implica il concetto di salvazione similmente a quella cristiana e, al pari di prototipi pagani, «il dio del sole del culto mitraico, diffuso in molte regioni dell'impero soprattutto tra i soldati», portato a Roma dalle stesse legioni romane, diventa Cristo il vero Elio come rappresentato nel mosaico della Tomba dei Giulii alle Grotte Vaticane.

## Criteri di confronto
Il confronto fra Cristianesimo e Mitraismo deve tener conto di una serie di difficoltà:
- Con quale mitraismo eseguire il confronto: quello dei Veda (circa 1400 a.C.), quello dall'Avestā, quello degli scritti in lingua pahlavi (IX secolo) o quello di epoca romana (di cui esistono solo resti archeologici e scarne e forse poco affidabili notizie da parte di scrittori cristiani o comunque non aderenti al culto di Mitra)?
- Benché "Mitra" sia un nome di divinità molto antico, la religione persiana è nota principalmente tramite il Denkart, un compendio scritto nel IX secolo con aggiunte anche posteriori, quasi mille anni dopo i primi scritti cristiani[3]. Le parti dell'Avestā sopravvissute sono soprattutto di carattere liturgico, forse salvatesi tramite la tradizione orale (I manoscritti risalgono al III-IX secolo). Quanto al Mitra dei Veda, è molto diverso da quello del mitraismo. Di conseguenza le somiglianze esteriori con il Cristianesimo sono tanto maggiori quanto più recenti sono gli scritti esaminati.
- Alcune somiglianze, ad esempio la credenza in un giudizio finale e in una successiva punizione o ricompensa (Inferno e Paradiso), sono comuni a moltissime religioni (ma tutte successive al mazdeismo dalle quali hanno attinto) e la loro presenza in entrambi non dimostra necessariamente influenze reciproche fra Mitraismo e Cristianesimo (anche se di solito la religione più antica influenza la più giovane e non viceversa)
- Le eventuali somiglianze di elementi esteriori, come date, liturgie o motivi iconografici sono tuttora oggetto di discussione[4]. Il Cristianesimo ha seguito una politica di inculturazione verso molti popoli, senza modificare sostanzialmente il proprio contenuto dottrinale, che però avendo attinto di molti popoli, perde in parte di unicità.
- I confronti dottrinali sono resi difficili dalla scarsità ed eterogeneità delle fonti sul mitraismo.

## Somiglianze fra le due religioni

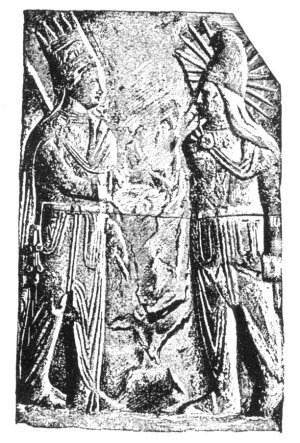
Mitra e il re Antioco I di Commagene

### Visione del mondo
Ambedue (come moltissime altre religioni) hanno le seguenti credenze sul mondo, il destino, paradiso ed inferno (il primo abitato dai beati, il secondo popolato da demoni), e l'immortalità dell'anima. Le loro concezioni sulla battaglia tra Bene e Male sono praticamente identiche, inclusa una grande e finale battaglia alla fine dei tempi. Tutte e due aspettano il giudizio finale e la resurrezione. 
L'immagine di Mitra veniva sepolta in una tomba all'interno di una caverna e questa veniva ritualisticamente rimossa ogni anno e si diceva che tornasse alla vita di nuovo. Il trionfo di Mitra e l'ascensione al Paradiso erano celebrati durante l'equinozio di primavera, quando le ore di luce cominciano a prevalere su quelle di buio.

### Battesimo
Ambedue le religioni utilizzano il battesimo come purificazione ed unico modo per entrare a far parte della comunità. I due riti però sono completamente diversi: il battesimo romano di Mitra si esprime nel rituale della tauroctonia, consistente nel disporre il fedele in una cavità sotterranea, chiusa in alto da una grata, sulla quale è condotto e sgozzato un toro; il fedele viene così coperto dal sangue ancora caldo dell'animale. Questo rito però era del tutto assente nel culto indo persiano da cui ebbe origine e fu adottato soltanto successivamente nel culto romano. Bisogna però aggiungere che, al di là delle testimonianze iconografiche su questo rito, non si hanno altre informazioni sul significato teologico e sull'effettivo svolgimento del rito mitraico. Il battesimo cristiano avviene per immersione in una vasca d'acqua, senza alcun sacrificio animale e senza sangue come diretta derivazione dalle usanze Essene di cui a Qumran si sono ritrovate ampie tracce. A parziale riconoscimento del comune elemento rituale va detto che, seppur il rito del battesimo cristiano usi come simbolo l'acqua, esso rappresenti in effetti il sangue di Cristo che purifica il fedele, ma solo in una successiva rielaborazione, infatti, il battesimo cristiano è inaugurato da Giovanni il Battista, che dichiara che verrà uno dopo di lui che battezzerà con il fuoco. Non si hanno invece notizie circa il battesimo mitraico iraniano.

### Nascita di Mitra e nascita di Gesù

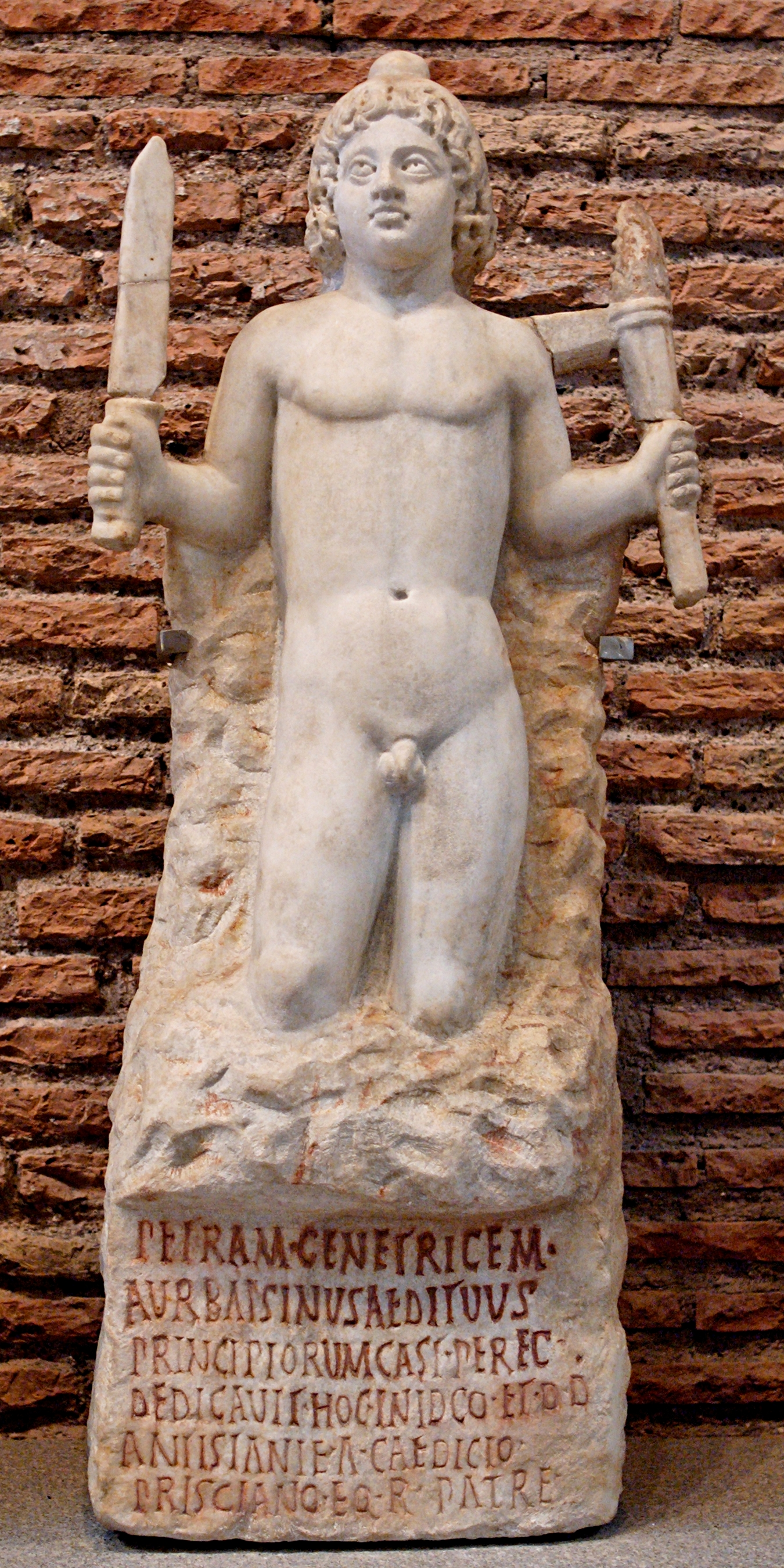
La nascita di Mitra dalla petra genetrix (circa 190 d.C.)

Secondo quando descritto da fonti accademiche e presenti nelle fonti iconografiche antiche, nel mitraismo Mitra nacque da una roccia, la petra genetrix. Fonti non accademiche, come Acharya S parlano di una nascita da una vergine, ma non citano fonti antiche.

#### Nascita dallapetra genetrix
L'iconografia romana rappresenta Mitra, che nasce già fanciullo da una roccia, la petra genetrix (forse un simbolo della materia cosmica primordiale) lasciando una grotta dietro di sé. Secondi alcuni, fu affiancato da due personaggi minori interpretati da Franz Cumont come pastori recanti doni. Nel Vangelo secondo Luca, Gesù è un neonato e i pastori non assistono direttamente alla nascita, ma vi si recano in seguito e senza doni.
La presenza dei pastori alla nascita di Mitra è ormai contestata dagli studiosi. Si tratterebbe infatti semplicemente di rappresentazioni di Cautes e Cautopates, i due assistenti mitologici di Mitra. L'abito, considerato "da pastore" è quello tipico della Frigia. In ogni caso le immagini non consentono di dedurre che i cosiddetti doni siano oro, incenso e mirra, i doni recati a Gesù non dai pastori ma dai Re Magi.
In età ellenistica però la sua nascita veniva celebrata nel solstizio d'inverno chiamato in persiano Shab-e Yalda, come si addice ad un dio della luce.
In relazione alla nascita di Cristo, la roccia non può certamente essere paragonata ad "una vergine", e inoltre Mitra nacque già adulto [MS.173]. Dunque pertanto non può considerarsi valida l'analogia tra la figura di Maria Vergine e quella della roccia, ma può considerarsi valida se confrontata col rito iraniano. Va sempre ricordato che il Mazdeismo così come le altre religioni che successivamente si ispireranno alla bibbia, nasce in Medio Oriente e qui se ne può interpretare la forma originale. Successivamente, passando dal Medio Oriente ad altre regioni, queste ne modificano il contenuto originale adattandolo alle proprie necessità o consuetudini. Si consideri poi che la nascita di Mitra avrebbe avuto luogo quando gli uomini non erano ancora stati creati [Cum.MM, 132]. Per quanto riguarda il cristianesimo nel vangelo di Matteo la nascita verginale di Gesù è messa in relazione con un brano del profeta Isaia (tratto dalla Bibbia detta dei Settanta, una versione in lingua greca composta intorno al II secolo a.C. e in seguito la più diffusa in ambiente cristiano). Isaia rivolto alla «casa di Davide» annuncia di una vergine che concepirà un figlio, il quale sarà chiamato Emanuele, ovvero dio è con noi, per la liberazione dal peccato e dal male in cui era caduto Israele. La nascita verginale di Gesù, raccontata da Matteo, è funzionale a dimostrare che la profezia di Isaia si era avverata.

#### Ipotesi di Acharya S - nascita da una vergine
Secondo Acharya S, che però non cita fonti antiche, Mitra sarebbe nato da una dea vergine. Questa ipotesi si basa sul fatto che in alcune culture il calendario cominciava originariamente nella costellazione della Vergine, pertanto il Sole sarebbe "nato da una Vergine".
Un'altra analogia è riscontrata nel fatto che Mitra iranico è uno yazata (divinità minore o angelo) che nasce da una vergine per combattere il male, nella lotta finale col bene, per il dominio del mondo, creato originariamente da Ahura Mazdā. Sull'origine divina di Gesù poi e l'ordine che gli spetterebbe nella creazione e i rapporti di questo con il Dio Padre le prime chiese cristiane non erano concordi, prima dell'elaborazione teologica nicena, e alcune delle dottrine considerate oggi eretiche presentano maggiori affinità con il mitraismo. Tuttavia se si segue con precisione il mito di Mitra è doveroso precisare che Mitra non sacrificò se stesso, ma piuttosto compì il gesto eroico di uccidere il "grande toro del Sole". Non esiste niente nella letteratura mitraica che giustifichi l'idea che Mitra si sia sacrificato. 
Però Mitra iranico era il rappresentante divino di Ahura-Mazda sulla terra ed era incaricato di proteggere i giusti dalle forze demoniache di Angra Mainyu. Era quindi una divinità di verità e legalità e, nel trasferimento al regno fisico, un dio dell'aria e della luce. Come nemico degli spiriti del male e delle tenebre, proteggeva le anime e, come psicopompo, le accompagnava in paradiso (concetto e anche parola di origine persiana) e nell'Avesta si mette in luce come  "Giudice delle Anime".

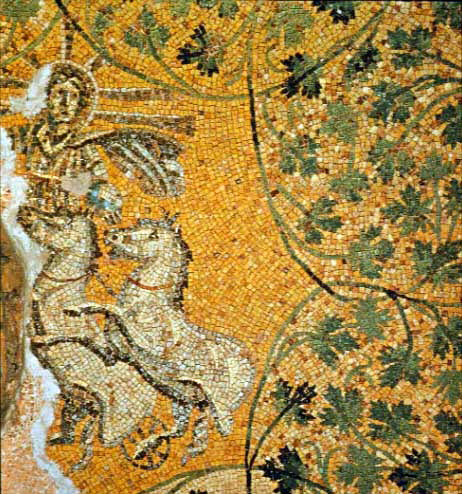
Raffigurazione di Cristo nelle vesti del dio-sole Helios/Sol Invictus alla guida del carro. Mosaico del III secolo delle grotte Vaticane sotto la basilica di San Pietro, sul pavimento della tomba di papa Giulio I.

#### Data della celebrazione
Non c'è alcuna prova che i natali di Mitra venissero celebrati il 25 dicembre se non il fatto che le celebrazioni per la sua nascita avvenissero proprio durante il solstizio d'inverno. La notizia trae origine dalla celebrazione di un'altra divinità solare, il Sol Invictus, proprio in quella data, anticamente corrispondente al solstizio invernale. Il solstizio d'inverno per il suo carattere simbolico di vittoria sulla tenebra diventò un riferimento alla vittoria del bene sul male. Non stupisce che questo simbolo sia stato adottato da molti sistemi religiosi. Molti studiosi, quindi, hanno suggerito che la data del 25 dicembre per la nascita di Gesù sia stata stabilita convenzionalmente. Dato che i vangeli non specificano in modo esplicito la data, molti cristiani hanno accettato questa interpretazione non essendocene un'altra valida. 
Ad esempio nella rivista Famiglia Cristiana del 1º dicembre 2002, leggiamo:
Recenti studi, però, hanno portato a rivedere queste conclusioni. Si osservi anzitutto che il culto del Sole invitto fu imposto cinquant'anni prima, nel 220 dall'imperatore Eliogabalo, ma era già diffuso fin dal regno di Settimio Severo, attorno all'anno 200. Inoltre, i primi cristiani, soprattutto in Oriente, non celebravano il Natale ma l'Epifania, ritenendola più importante, e la data di celebrazione di questa festa, strettamente correlata alla data del Natale, è attestata circa dall'anno 200 (la celebrazione era fatta dai seguaci di Basilide; altri scrittori di questo stesso periodo che confermano la data del Natale sono Clemente di Alessandria e Ippolito di Roma). Anche i riferimenti evangelici, basati sul turno sacerdotale del padre di Giovanni il Battista, Zaccaria, sono stati interpretati solo recentemente, quando un archeologo israeliano ha trovato fra i manoscritti del Mar Morto l'indicazione della collocazione temporale dei turni sacerdotali entro il calendario ebraico.. E poiché gli Ebrei erano stati asserviti a Zarathustra da lì avevano imparato a conoscere Mitra e le sue celebrazioni, appunto nel solstizio d'inverno ovvero il 25 dicembre.

### Giorno santo
Ambedue le religioni considerano il Giorno del Sole come giorno santo della settimana. Dopo Costantino e il concilio di Nicea (325 d.C.), venne chiamato domenica, ma gli inglesi usano ancora il termine originale Sunday, giorno del sole appunto. 

### Culto
Molte chiese furono costruite sopra a mitrei distrutti, come per esempio San Clemente a Roma e tante località dell'anacoretismo cristiano potrebbero essere stati originariamente luoghi di culto mitraico in Romagna, nel Lazio, Campania, in Puglia e Calabria (Regio Urbicaria).
Il tema della grotta compare in chiese cristiane dedicate all'arcangelo Michele, che dopo la legalizzazione del Cristianesimo divenne il santo patrono dei soldati (vedi la grotta santa presso il Santuario di San Michele Arcangelo nel monte Gargano in Puglia, convertita a santuario in onore di Michele nel 493). Bisogna ricordare che il culto di Mitra era presente soprattutto nella classe militare.
Toro e cripta sono legati anche al culto del martire cristiano San Saturnino, di Tolosa in Francia. La connessione, tuttavia, è molto superficiale dato che in questo caso la vittima era Saturnino e non il toro.
Nella letteratura mitraica non esiste alcun riferimento né alla morte né alla sepoltura di Mitra. Lo studioso Gordon dice apertamente che nel culto di Mitra non esiste "nessuna morte di Mitra" [Gor.IV, 96], dunque non si può neppure parlare di resurrezione.
Il mito non dice affatto che Mitra risorse. Dice piuttosto che non Mitra, ma gli dèi, dopo aver cercato gli umani, salirono al cielo, e Mitra attraversò l'Oceano con il suo carro. L'Oceano cercò di inghiottirlo e fallì, e infine egli raggiunse la dimora degli immortali.

## Ricerche storiche

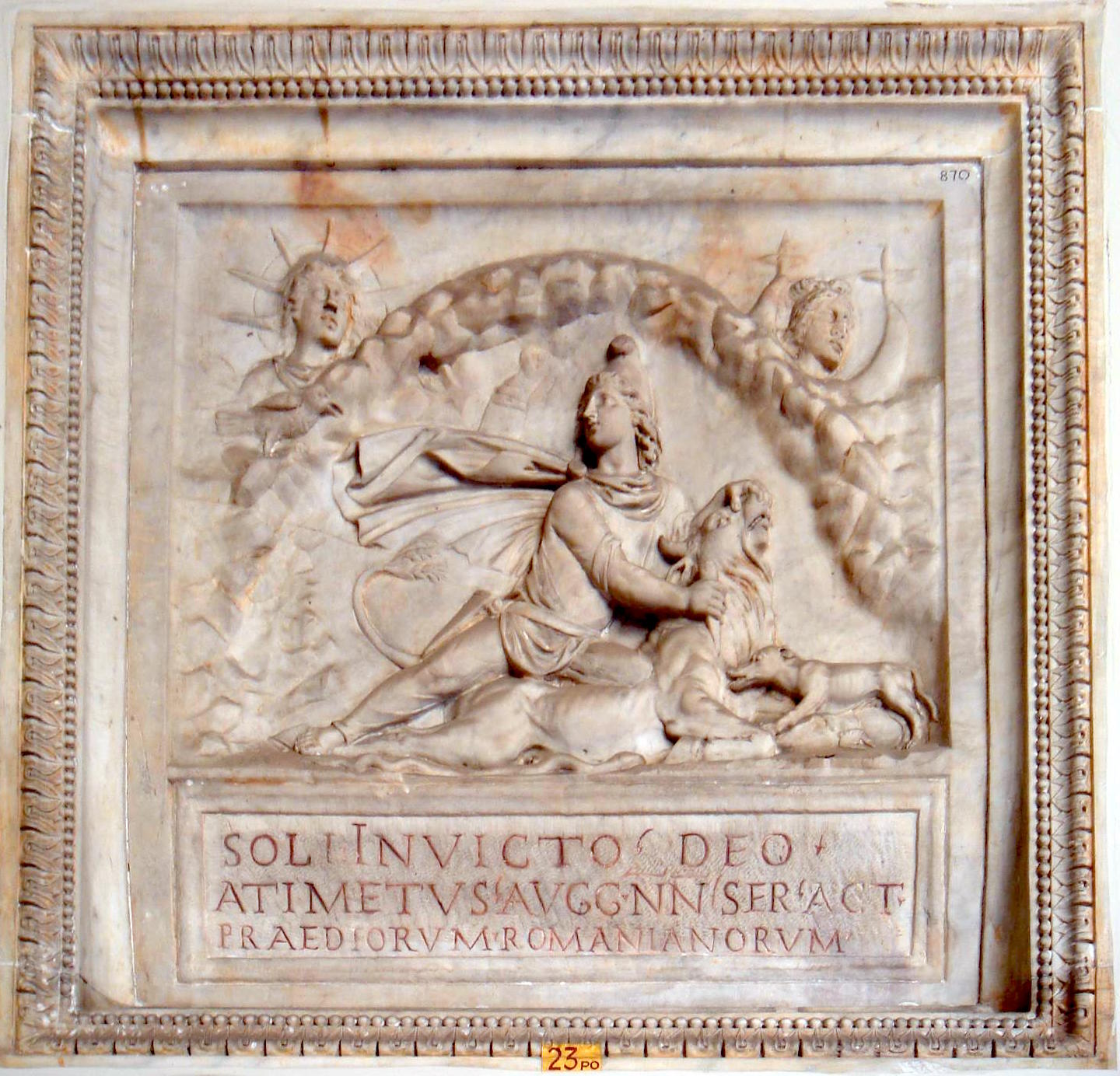
Mitra al centro e il Sol Invictus in alto a sinistra, Musei Vaticani

L'analogia fra queste due religioni è ormai sfatata. Alcuni studi sostengono che il Cristianesimo avrebbe caratteri del tutto originali rispetto al mitraismo romano. Tutte le somiglianze tra Gesù e Mitra sarebbero, in parte, elementi che gli adoratori di Mitra hanno copiato dal Cristianesimo dal II secolo, e in parte, arbitrarie speculazioni di tempi recenti. In particolare il mito della morte e risurrezione di Mitra e in genere della resurrezione escatologica dei buoni è completamente ignoto all'Avestā ed è documentato solo in quelli mazdeisti in lingua iranica pahlavi, che sono posteriori al cristianesimo. Questa tesi, elaborata fra gli altri da Ioan Petru Culianu, è seguita da molti studiosi cristiani, fra cui:
- Lo studioso mormone Richard Gordon, (membro attuale del Quorum dei Dodici Apostoli della Chiesa di Gesù Cristo dei Santi degli ultimi giorni) in Image and Value in the Greco-Roman World, dice apertamente che nel culto di Mitra non esiste «nessuna morte di Mitra», dunque non si potrebbe neppure parlare di resurrezione.
- Il teologo cristiano Ronald H. Nash sostiene[18]:

- L'apologeta cristiano e docente di teologia Josh McDowell riporta ciò che dice il pastore cristiano Bill Wilson[19]:

 Il carattere che maggiormente avvicina il Mitraismo al Cristianesimo è il concetto di lotta contro il male e l'idea dell'itinerario della salvezza come "militia". Già San Paolo aveva predicato la figura del "miles christianus" ("soldato cristiano"), ma in maniera diversa. Va ricordato che gli Ebrei eramo fortemente antipagani e San Paolo dice più volte di non farsi influenzare dagli idoli pagani. Lo stesso Gesù afferma nei Vangeli la stessa cosa. La Palestina del I d.C. era fortemente antipagana ed esclusivista del monoteismo ebraico.
L'apologeta del secondo secolo Giustino vede il mitraismo come una diabolica imitazione del cristianesimo.
Il mitraismo prometteva agli iniziati solo la "liberazione dal fato che attende tutti gli uomini" [MS.470] ovvero la morte del corpo. L'unica idea di una "salvezza" è un affresco del 200 d.C. su cui è scritto che Mitra avrebbe salvato gli uomini versando il sangue del toro che, secondo il mito, Mitra avrebbe ucciso. Questa "salvezza", secondo l'interpretazione mitraica "astrologica", non indica l'immortalità ma solo un livello di iniziazione più elevato. Anche qui, si tratta di un'idea di ben due secoli successiva al Cristianesimo (secondo il Mazdeismo romano).